# 克马河 (滨海边疆区)
克马河（俄语：Река Кема）是滨海边疆区捷尔涅伊区的河流，源起锡霍特山脉东坡，长119公里，流域面积2720平方公里，注入风暴湾。总落差1090米，河口处深约3.2米，宽约50到70米。

## 引用
1. ↑  А·П·穆拉诺夫. . 列宁格勒: 气象出版社. 1966 （俄语）.
2. ↑  . 列宁格勒: 气象出版社 （俄语）.
3. ↑  Т·А·基谢尔科瓦娅. . 列宁格勒: 气象出版社. 1977 （俄语）.
4. ↑  . 国家水登记处.   [2023-12-09]. （原始内容存档于2023-12-09） （俄语）.